# Maalaht
Maalaht är en sjö i Kuusalu kommun i Harjumaa i norra Estland. Den ligger på udden Pärispea poolsaar vid byn Viinistu, 60 km öster om huvudstaden Tallinn. Maalaht ligger 6 meter över havet. I omgivningarna runt Maalaht växer i huvudsak blandskog.
Inlandsklimat råder i trakten. Årsmedeltemperaturen i trakten är 3 °C. Den varmaste månaden är juli, då medeltemperaturen är 18 °C, och den kallaste är januari, med −11 °C.